# ZooBank

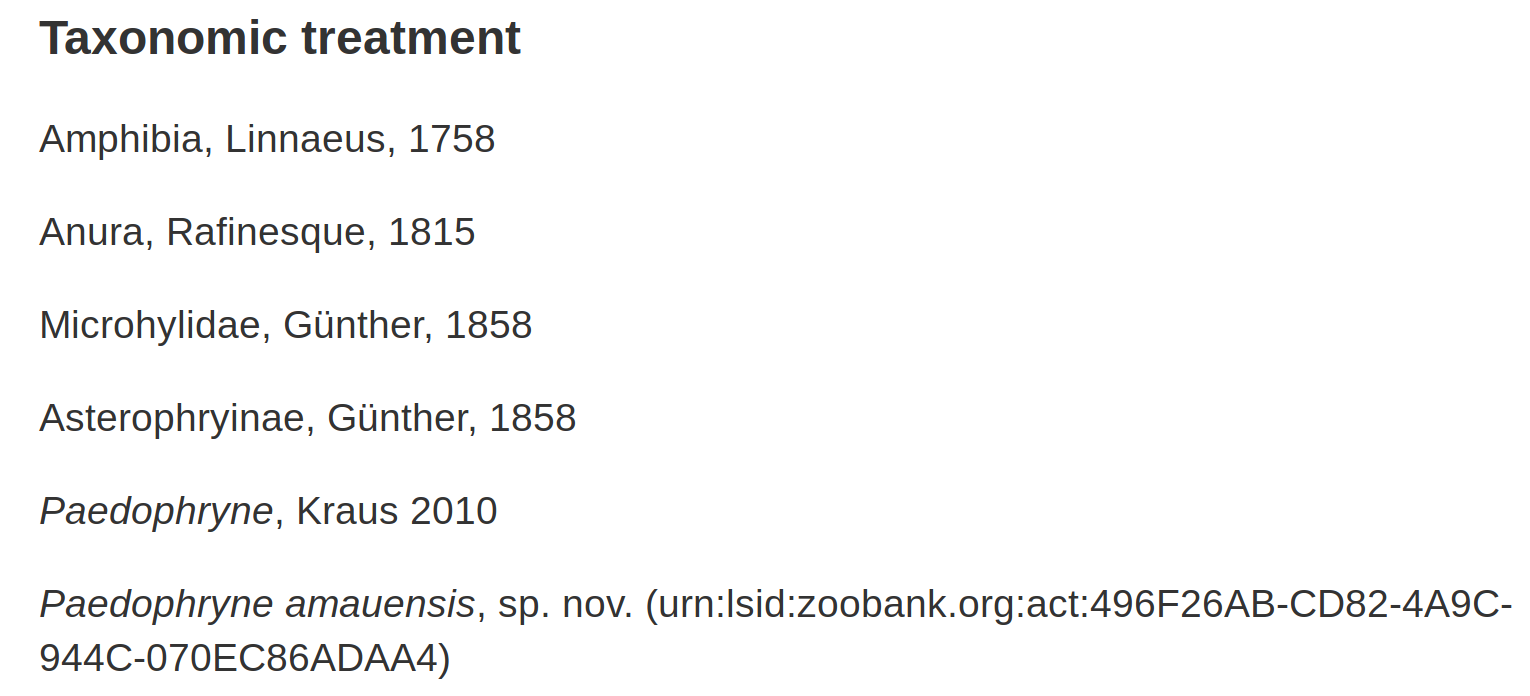
Phân loại khoa học của loài ếch Paedophryne amauensis, đồng thời đề cập đến LSID trong danh mục này.

ZooBank là một trang web truy cập mở có mục đích trở thành cơ quan đăng ký chính thức của Ủy ban Quốc tế về Danh mục Động vật học (ICZN) về danh pháp động vật học. Bất kỳ thay đổi danh pháp nào (ví dụ: các ấn phẩm đặt mới hoặc thay đổi phân loại) được xuất bản dưới dạng điện tử đều cần phải được đăng ký với ZooBank trước khi xuất bản để được Bộ luật Danh pháp ICZN công nhận "chính thức". Các thay đổi được xuất bản vật lý được khuyến khích, không bắt buộc phải đăng ký trước khi xuất bản.
Life Science Identifiers (LSID) được sử dụng làm Mã định danh duy nhất toàn cầu cho các mục đăng ký của ZooBank.

## Lịch sử
ZooBank được thư ký điều hành của ICZN đề xuất chính thức vào năm 2005. Quá trình cập nhật được tiến hành vào ngày 10 tháng 8 năm 2006, với 1,5 triệu loài được đưa vào.
LSID ZooBank đầu tiên được phát hành vào ngày 1 tháng 1 năm 2008, chính xác là 250 năm kể từ ngày 1 tháng 1 năm 1758, khi Bộ luật ICZN xác định đây là ngày khởi đầu chính thức của danh pháp động vật học khoa học. Chromis abyssus là loài đầu tiên được đưa vào hệ thống ZooBank với dấu thời gian là 2008-01-01T00:00:02.

## Nội dung
Có bốn loại đối tượng dữ liệu chính được lưu trữ trong ZooBank. Nomenclatural act (hành vi danh pháp) được điều chỉnh bởi Mã danh pháp ICZN và thường là "mô tả ban đầu" của các tên khoa học mới. Tuy nhiên các hành vi khác, chẳng hạn như cải chính và phân loại mẫu vật, cũng được điều chỉnh bởi mã ICZN và được ZooBank yêu cầu đăng ký về mặt kỹ thuật. Publications (ấn phẩm) bao gồm các bài báo và các ấn phẩm khác có chứa Đạo luật ICZN. Authors (tác giả) ghi lại quyền tác giả học thuật theo Đạo luật ICZN. Type Specimens (mẫu vật định danh) ghi lại loại sinh học của các mẫu vật động vật đã được đăng ký tạm thời cho đến khi cơ quan chịu trách nhiệm về loại đó tiếp tục thủ tục đăng ký riêng của mình.
Ngoài ra, các xuất bản phẩm định kỳ đã xuất bản các nội dung liên quan cũng là các đối tượng trong hệ thống, được cấp quyền truy cập vào danh mục Đạo luật ICZN xuất bản trong tạp chí định kỳ.

## Ấn phẩm điện tử
Trước kia, dữ liệu phân loại được xuất bản trên tạp chí hoặc sách. Tuy nhiên, với sự gia tăng của các ấn phẩm điện tử, ICZN đã thiết lập các quy định mới về ấn phẩm điện tử. Các ấn phẩm như vậy hiện được quy định bởi các sửa đổi tại Điều 8, 9, 10, 21 và 78 của ICZN. Về mặt kỹ thuật, các hành vi danh pháp chỉ được xuất bản trên báo điện tử sẽ không được công nhận nếu chúng chưa được đăng ký với ZooBank, và bị coi là "không tồn tại".